# Teatr TrzyRzecze
Teatr TrzyRzecze – niezależny teatr dramatyczny działający w latach 2011–2015 w Białymstoku oraz w latach 2015–2017 w Warszawie.

## Historia
Teatr TrzyRzecze został założony  31 stycznia 2011 w Białymstoku przez Stowarzyszenie Teatralne Dom na Młynowej „Teatr TrzyRzecze”. Twórcami teatru byli reżyser, dramaturg Konrad Dulkowski i dziennikarz Rafał Gaweł. Nazwa teatru pochodziła od wsi Trzyrzecze na Podlasiu i związanej z nią legendy o trzech strumieniach. W nazwie teatru miały one symbolizować wielokulturowość Białegostoku, którego charakter tworzyła narodowość polska, białoruska i żydowska. 
Teatr TrzyRzecze do początku 2015 prowadził scenę w Białymstoku przy ul. Młynowej 19, w przedwojennej dzielnicy żydowskiej Chanajki. Stary drewniany dom zaadaptowany na scenę teatralną należał do żydowskiego przedsiębiorcy Jakuba Flikiera. Niemal cała rodzina Flikierów zginęła w czasie II wojny światowej. Ocalał syn przedsiębiorcy Michał (autor koncepcji budowy pomnika Wielkiej Synagogi), który w 1947 sprzedał dom i wyemigrował do Izraela. 
W maju 2015 Teatr TrzyRzecze przeniósł się do budynku byłego kina „Tęcza” przy ul. Suzina 6 na warszawskim Żoliborzu. w 2017 roku zakończył działalność.

## Profil
Teatr TrzyRzecze wystawiał dramat współczesny. Misją Stowarzyszenia Dom na Młynowej była promocja nowoczesnej dramaturgii, nowych autorów i edukacja artystyczna. Teatr produkował własne spektakle teatralne, organizował warsztaty teatralne, wykłady oraz czytania dramatów. 

## Realizacje
- 2011 Sarah Kane, Psychosis, reż. Łukasz Molski, występuje: Agnieszka Maracewicz, muzyka: Pokrak
- 2012 Michał Walczak, Piaskownica, reż. Konrad Dulkowski, występują: Joanna Zubrycka, Michał Kitliński, muzyka: Miss God
- 2012 David Harrower, Blackbird, reż. Konrad Dulkowski, współpraca reżyserska: Rafał Gaweł, występują: Dagmara Bąk, Tomasz Sobczak
- 2012 Konrad Dulkowski, Dziesiona, reż. Konrad Dulkowski, występują: Krzysztof Ławniczak, Karol Smaczny, Michał Kitliński, muzyka: Jan Wyszkowski, scenografia: Anna Siwik
- 2013 Konrad Dulkowski, Błazenada, reż. Konrad Dulkowski, występują: Agnieszka Findysz, Beata Kacprzyk, Karol Smaczny, aranżacje piosenek: Piotr Chociej, zespół muzyczny: Piotr Chociej, Grzegorz Kluczyński, Adam Radziszewski, kostiumy: Paweł Androsiuk
- 2013 Paweł Priażko, Majtki, reż. Konrad Dulkowski, występują: Magdalena Bocianowska, Krzysztof Ławniczak, Tomasz Zaród, Mikołaj Osiński
- 2013 Anna M. Pawłowicz, Od -18 w Białymstoku do -7 w Trójmieście, reż. Konrad Dulkowski, występują: Agnieszka Findysz, Krzysztof Koła, muzyka: Natasza Topor